# ايفون مكجريجور
ايفون مكجريجور (بالإنجليزية: Yvonne McGregor) مواليد 9 أبريل 1961، هي دراج إنجليزية سابقة. سبق أن شاركت في دورة الألعاب الأولمبية الصيفية. شاركت وحققت ميدالية في دورة ألعاب الكومنولث.

## روابط خارجية
- ايفون مكجريجور على موقع أرشيف الدراجات (الإنجليزية)
- ايفون مكجريجور على موقع إحصائيات الدراجات الإحترافية (الإنجليزية)
- ايفون مكجريجور على موقع أوليمبيديا (الإنجليزية)
- ايفون مكجريجور على موقع اتحاد ألعاب الكومنولث (مؤرشف) (الإنجليزية)